# Tori Spelling
Tori Spelling (születési neve: Victoria Davey Spelling) (Los Angeles, Kalifornia, 1973. május 16. –) amerikai színésznő.

## Élete és pályafutása
Los Angelesben született 1973. május 16-án, Aaron Spelling és Carole Gene Marer gyermekeként. Öccse, Randy Spelling (1978–) korábban színész volt, majd life coach-ként kezdett dolgozni.
Középiskolai tanulmányait Beverly Hillsben végezte, A Harvard-Westlake-ben szerzett diplomát.
Édesapja által kapott szerepeket a Vega$ (1981), a Fantasy Island (1983), a Szerelemhajó (1983-1984), a Hotel (1983–1987), a T. J. Hooker (1984), és a Saved by the Bell (1990-1991) című sorozatok epizódjaiban. 1990-ben lett ismert a Beverly Hills 90210 című ifjúsági drámasorozatban, melyben 10 évig játszott.

## Magánélete
2004 és 2006 között Charlie Shanian volt a férje. 2006-ban ment feleségül Dean McDermott kanadai színészhez. Öt gyermekük született: Liam Aaron (2007) Stella Doreen (2008) Hattie (2011) Finn (2012) és Beau Dean McDermott (2017). 2023-ban különköltöztek, a következő évben pedig Spelling beadta a válókeresetet.

## Filmográfia

### Film
| Év   | Magyar cím                 | Eredeti cím                      | Szerep                               | Magyar hang   |
| ---- | -------------------------- | -------------------------------- | ------------------------------------ | ------------- |
| 1989 | Az agyoncsapat             | Troop Beverly Hills              | Jamie                                |               |
| 1996 |                            | Calls for Cthulhu (rövidfilm)    | Susan                                |               |
| 1997 | Jackie O őrült szenvedélye | The House of Yes                 | Lesly                                | Hámori Eszter |
| 1997 | Jackie O őrült szenvedélye | The House of Yes                 | Lesly                                | Böhm Anita    |
| 1997 | Sikoly 2.                  | Scream 2                         | önmaga / Sidney a Döfés című filmben | Keönch Anna   |
| 1999 | Helyes bajok               | Trick                            | Katherine                            |               |
| 2000 | Gyagyás banda              | Perpetrators of the Crime        | Lucy                                 | Kéri Kitty    |
| 2001 | Horrorra akadva 2.         | Scary Movie 2                    | Alex Monday                          | Bíró Kriszta  |
| 2002 |                            | Naked Movie                      | Iris Pytlak                          |               |
| 2003 | Tökös srác                 | Sol Goode                        | Tammie                               | Árkosi Kati   |
| 2003 | Földöntúli ramazuri        | Evil Alien Conquerors            | Jan (stáblistán nem szerepel)        |               |
| 2004 |                            | 50 Ways to Leave Your Lover      | Stephanie                            |               |
| 2005 |                            | Stewie Griffin: The Untold Story | Donna Martin (hangja)                |               |
| 2007 |                            | Cthulhu                          | Susan                                |               |
| 2007 | Melyik az igazi?           | Kiss the Bride                   | Alex Golski                          | Ábel Anita    |
| 2016 | Izzie nyomában             | Izzie's Way Home                 | April (hangja)                       |               |

### Televízió

#### Tévéfilm
| Év   | Magyar cím                                      | Eredeti cím                         | Szerep          | Magyar hang  |
| ---- | ----------------------------------------------- | ----------------------------------- | --------------- | ------------ |
| 1983 |                                                 | Shooting Stars                      | Jenny O'Keefe   |              |
| 1987 |                                                 | The Three Kings                     | lány            |              |
| 1994 | A majorette halála                              | A Friend to Die For                 | Stacy Lockwood  |              |
| 1995 |                                                 | Awake to Danger                     | Aimee McAdams   |              |
| 1996 | Halálos üldözés                                 | Deadly Pursuits                     | Meredith        |              |
| 1996 | Veszélyes csillogás                             | Co-ed Call Girl                     | Joanna          |              |
| 1996 | Engedj a tűzzel játszani!                       | Mother, May I Sleep with Danger?    | Laurel Lewisohn |              |
| 1997 |                                                 | Alibi                               | Marti Gerrard   |              |
| 2003 | Carol karácsonya                                | A Carol Christmas                   | Carol Cartman   | Bognár Anna  |
| 2005 | Kölcsöncsalád visszajár (Az álcsalád)           | Family Plan                         | Charlie         | Csondor Kata |
| 2005 | Kölcsöncsalád visszajár (Az álcsalád)           | Family Plan                         | Charlie         | Urbán Andrea |
| 2005 | Halálos csend                                   | Hush                                | Nina Hamilton   |              |
| 2005 | Gyilkosokkal álmodó                             | Mind Over Murder                    | Holly Winters   | Urbán Andrea |
| 2007 | Ördögi meló                                     | The House Sitter                    | Elise Crawford  | Peller Anna  |
| 2012 | Karácsonyi fagyöngyök                           | The Mistle-Tones                    | Marci           | Madarász Éva |
| 2016 | Veszélyes éjszakák                              | Mother, May I Sleep with Danger?    | Julie Lewisohn  |              |
| 2018 | Sharknado 6. – Az utolsó Sharknado – Végre vége | The Last Sharknado: It's About Time | Raye Martin     |              |

#### Sorozat
| Év        | Magyar cím                         | Eredeti cím                                            | Szerep                                       | Megjegyzések                                              |
| --------- | ---------------------------------- | ------------------------------------------------------ | -------------------------------------------- | --------------------------------------------------------- |
| 1981      |                                    | Vega$                                                  | Julie                                        | 1 epizód                                                  |
| 1983      |                                    | Matt Houston                                           | Nelli Brant                                  | 1 epizód                                                  |
| 1983      |                                    | Fantasy Island                                         | Christy / Laurie Shannon                     | 2 epizód                                                  |
| 1983      | Szerelemhajó                       | The Love Boat                                          | Penny Gibson / Sarah Toomey                  | 2 epizód                                                  |
| 1983–1987 |                                    | Hotel                                                  | Lisa Walker / Sarah Putnam / Jody 'Jo' Payne | 3 epizód                                                  |
| 1984      | T. J. Hooker                       | T. J. Hooker                                           | Toni Polnoi                                  | 1 epizód                                                  |
| 1989      |                                    | Monsters                                               | Beverly                                      | 1 epizód                                                  |
| 1990      |                                    | Saved by the Bell                                      | Violet Bickerstaff                           | 3 epizód                                                  |
| 1990–2000 | Beverly Hills 90210                | Beverly Hills, 90210                                   | Donna Martin                                 | - főszereplő (292 epizód) - magyar hangja: - Urbán Andrea |
| 1992      | Melrose Place                      | Melrose Place                                          | Donna Martin                                 | 2 epizód                                                  |
| 1994      |                                    | Burke's Law                                            | Mary McKenna                                 | 1 epizód                                                  |
| 1995      |                                    | Biker Mice from Mars                                   | Romana Parmesana (hangja)                    | 1 epizód                                                  |
| 1996      | Malibui szívtiprók                 | Malibu Shores                                          | Jill                                         | - 1 epizód - magyar hangja: - Urbán Andrea                |
| 2001–2006 | Hollywoodi történetek              | E! True Hollywood Story                                | önmaga / Donna Martin-Silver                 | - 4 epizód - magyar hangja: - Urbán Andrea                |
| 2003      |                                    | So Downtown                                            | Liz                                          | televíziós sorozat                                        |
| 2004      |                                    | The Help                                               | Molly a kutyasétáltató                       | visszatérő szerep (7 epizód)                              |
| 2004      |                                    | Less than Perfect                                      | Roxanne Fielder                              | 1 epizód                                                  |
| 2005      | Amerikai fater                     | American Dad!                                          | Kim (hangja)                                 | 1 epizód                                                  |
| 2006      |                                    | So Notorious                                           | önmaga                                       | főszereplő                                                |
| 2007      |                                    | Jeopardy!                                              | önmaga                                       | 1 epizód                                                  |
| 2007–2009 | Smallville                         | Smallville                                             | Linda Lake                                   | 2 epizód                                                  |
| 2007–2012 | Tori és Dean: Szerelemből szálloda | Tori & Dean: Home Sweet Hollywood                      | valóságshow                                  |                                                           |
| 2009      |                                    | Rick & Steve: The Happiest Gay Couple in All the World | Gina Michaels (hangja)                       | 1 epizód                                                  |
| 2009      | 90210                              | 90210                                                  | Donna Martin                                 | 2 epizód                                                  |
| 2009–2017 | RuPaul – Drag Queen leszek!        | RuPaul's Drag Race                                     | önmaga                                       | 2 epizód                                                  |
| 2011      |                                    | Big Brother                                            | önmaga                                       | vendégszereplő (13. évad)                                 |
| 2011–2015 | Jake és Sohaország kalózai         | Jake and the Never Land Pirates                        | kalózhercegnő (hangja)                       | 8 epizód                                                  |
| 2012      | Kézműves párbaj                    | Craft Wars                                             | önmaga (házigazda)                           |                                                           |
| 2014      |                                    | True Tori                                              | önmaga                                       | főszereplő (dokumentumsorozat)                            |
| 2014      | Tori & Dean: Cabin Fever           |                                                        | önmaga                                       | főszereplő (dokumentumsorozat)                            |
| 2014      |                                    | Mystery Girls                                          | Holly Hamilton                               | főszereplő                                                |
| 2018      |                                    | The Look All Stars                                     | házigazda                                    |                                                           |
| 2019      |                                    | The Masked Singer                                      | Egyszarvú / önmaga                           |                                                           |
| 2019      |                                    | Masterchef Celebrity Family Showdown                   | önmaga                                       |                                                           |
| 2019      |                                    | BH90210                                                | önmaga / Donna Martin                        | társproducer                                              |
| 2020      |                                    | Celebrity Show-Off                                     | önmaga (versenyző)                           |                                                           |
| 2021      |                                    | Overserved with Lisa Vanderpump                        | önmaga                                       | 1 epizód                                                  |
| 2021–2022 |                                    | Messyness                                              | társ-házigazda                               |                                                           |
| 2022      |                                    | The Masked Singer Australia                            | Poodle                                       | vendégszereplő                                            |
| 2022      |                                    | The Masked Singer France                               | A macska                                     | vendégszereplő                                            |
| 2022      |                                    | Love at First Lie                                      | önmaga                                       | házigazda                                                 |
| 2023      |                                    | The Masked Singer Spain                                | Harlequin                                    | versenyző (3. évad)                                       |